# Дервиз, Николай Григорьевич
Николай Григорьевич Дервиз (1837—1880) — российский оперный певец, автор и исполнитель романсов.

## Биография
Родился 12 (24) апреля 1837 года в Санкт-Петербурге семье Григория Ивановича (1797—1855) и Варвары Николаевны (урождённая Макеева;, 1798—1848) Дервизов. Григорий Иванович фон Дервиз — подполковник (на 1822), действительный статский советник, директор Сиротского гатчинского института в 1847—1854 годах.
В 1854 году поступил в Кексгольмский гренадёрский полк. Через три года вышел в отставку и перешёл на гражданскую службу в Департамент уделов. В 1868 году служил в Петербурге судебным приставом в чине коллежского секретаря.
Оставил службу, чтобы получить музыкальное образование. Пению учился сначала у Фелициана Ронкони в Петербурге, а затем у его брата Себастьяно Ронкони в Милане. В ноябре 1871 года дебютировал на Киевской оперной сцене в роли Дженнаро в «Лукреции Бордже» Доницетти, после чего получил ангажемент и в течение четырёх лет выступал в Киеве в частных труппах Бергера и Сетова. Сначала выступал под собственным именем, затем, на эстраде, под псевдонимом Энде (Н. Д.). В апреле 1876 года он удачно дебютировал на сцене Мариинского театра в опере «Руслан и Людмила» в роли Финна. Стал первым исполнителем партий Школьного учителя («Кузнец Вакула» Чайковского, 1876), Винокура («Майская ночь» Римского-Корсакова, 1880), Шута Никитки («Купец Калашников» А. Рубинштейна, 1880). Также он пел теноровые сольные партии в произведениях: Богдан Собинин («Жизнь за царя» М. Глинки),  Князь («Русалка» А. Даргомыжского), Княжой дурак («Рогнеда» А. Серова); Фауст (одноименная опера Ш. Гуно), Элеазар («Жидовка» Ж. Ф. Галеви), Иоанн Лейденский («Иоанн Лейденский» / «Пророк» Дж. Мейербера), сэр Эдгар Равенсвуд («Лючия ди Ламмермур» Г. Доницетти), Манрико («Трубадур» Дж. Верди), Вальтер фон дер Фогельвейде («Тангейзер» Р. Вагнера), Йонтек («Галька» С. Монюшко). Имел значительный успех в комических ролях.
Был прекрасным концертным певцом; исполняя романсы (в особенности Шумана), поражал необыкновенною тонкостью музыкального выражения.
Был недолго женат на дочери генерал-майора Эмилии Карловне фон Зонн (во втором браке Реймерс); детей у них не было. Брак вскоре распался.
Умер 18 (30) октября 1880 года от разрыва аневризмы аорты; похоронен в Петербурге на Новодевичьем кладбище (Средняя часть, дор. 6, уч. 77).

## Творчество
Фон Дервизу принадлежат романсы:
- «Глазки»
- «Всё грустней мне становится»
- «Грусть тоска меня томила» (цыганская песнь)
- «Люби меня»
- «Ночи безумные».
- «Может быть!»
- «Я был у неё»